# Чернушка (нижний приток Большой Кокшаги)
Это статья о правом и нижнем притоке Большой Кокшаги с именем Чернушка. Статья о левом и верхнем притоке с тем же именем находится здесь
Чернушка — река в России, протекает в Звениговском районе Республики Марий Эл. Устье реки находится в 74 км по правому берегу реки Большой Кокшаги. Длина реки составляет 12 км, площадь водосборного бассейна 107 км².
Исток находится в лесном массиве в 40 км к юго-западу от Йошкар-Олы. Течёт на северо-восток, всё течение проходит по ненаселённому заболоченному лесу.

## Данные водного реестра
По данным государственного водного реестра России относится к Верхневолжскому бассейновому округу, водохозяйственный участок реки — Волга от Чебоксарского гидроузла до города Казань, без рек Свияга и Цивиль, речной подбассейн реки — Волга от впадения Оки до Куйбышевского водохранилища (без бассейна Суры). Речной бассейн реки — (Верхняя) Волга до Куйбышевского водохранилища (без бассейна Оки).
По данным геоинформационной системы водохозяйственного районирования территории РФ, подготовленной Федеральным агентством водных ресурсов:
- Код водного объекта в государственном водном реестре — 08010400712112100000947
- Код по гидрологической изученности (ГИ) — 112100094
- Код бассейна — 08.01.04.007
- Номер тома по ГИ — 12
- Выпуск по ГИ — 1